# Barcial de la Loma
Barcial de la Loma es un municipio de España, en la provincia de Valladolid, comunidad autónoma de Castilla y León. El pueblo tiene una superficie de 27,28 km², con una población de 91 habitantes y una densidad de 3,34 hab/km². La localidad se encuentra a unos 50 minutos de la capital de la provincia y se incluye dentro de la comarca de Tierra de Campos.

## Geografía

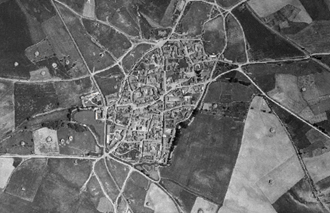
Vista aérea de la localidad en 1973

Este pueblo se encuentra al noroeste de la provincia de Valladolid a unos 66 km de la capital. Limita con la provincia de Zamora y está muy cerca de las provincias de León y Palencia. Los pueblos con los que linda Barcial de la Loma son principalmente Castroverde de Campos (Zamora) al norte y Villafrechós (Valladolid) al sur.
Por el pueblo discurren el regato de los Cercados y el arroyo de las Jaberas.

## Historia
La villa, que ya existía en 1095 (Barceale de Lomba), se benefició del fuero que concedió en 1197 el monarca leonés Alfonso IX a Castroverde de Campos (Zamora). Juan I donó la villa a Gutiérrez González de Quijada, después pasó al poder del conde de Peñaflor; más tarde, junto con Villacid de Campos, fue propiedad del marqués de Alcañices y, posteriormente, del conde de Fuensaldaña. Eclesiásticamente, Barcial pertenecía al Arciprestazo de Castroverde de Campos, diócesis de León.
Su torre o fortaleza estuvo a las órdenes de la Santa Junta durante la Guerra de las Comunidades.

## Geografía humana

### Demografía
Cuenta con una población de 100 habitantes (INE 2024).
| Gráfica de evolución demográfica de Barcial de la Loma entre 1842 y 2021                                              |
| |
| Población de derecho según los censos de población del INE. Población de hecho según los censos de población del INE. |

| Año  | Hombres | Mujeres | Población total |
| ---- | ------- | ------- | --------------- |
| 2020 | 51      | 40      | 91              |
| 2019 | 52      | 40      | 92              |
| 2018 | 54      | 42      | 96              |
| 2017 | 54      | 45      | 99              |
| 2016 | 56      | 48      | 104             |
| 2015 | 58      | 52      | 110             |
| 2014 | 59      | 53      | 112             |
| 2013 | 58      | 56      | 114             |
| 2012 | 62      | 62      | 124             |
| 2011 | 65      | 64      | 129             |
| 2010 | 66      | 64      | 130             |
| 2009 | 68      | 68      | 136             |
| 2008 | 70      | 66      | 136             |
| 2007 | 72      | 66      | 138             |
| 2006 | 73      | 69      | 142             |
| 2005 | 76      | 73      | 149             |
| 2004 | 79      | 72      | 151             |
| 2003 | 77      | 72      | 149             |
| 2002 | 79      | 74      | 154             |
| 2001 | 82      | 78      | 160             |
| 2000 | 81      | 79      | 160             |
| 1999 | 82      | 82      | 164             |
| 1998 | 84      | 84      | 168             |
| 1996 | 87      | 84      | 171             |
| 1995 | 87      | 88      | 175             |
| 1994 | 90      | 91      | 181             |
| 1993 | 90      | 92      | 182             |
| 1992 | 91      | 90      | 181             |
| 1991 | 92      | 92      | 184             |
| 1990 | 101     | 99      | 200             |
| 1989 | 101     | 98      | 199             |
| 1988 | 102     | 99      | 201             |
| 1987 | 100     | 98      | 198             |
| 1986 | 99      | 99      | 198             |
| 1981 | -       | -       | 235             |
| 1970 | -       | -       | 354             |
| 1960 | -       | -       | 586             |
| 1950 | -       | -       | 646             |
| 1940 | -       | -       | 675             |
| 1930 | -       | -       | 667             |
| 1920 | -       | -       | 686             |
| 1910 | -       | -       | 667             |
| 1900 | -       | -       | 724             |

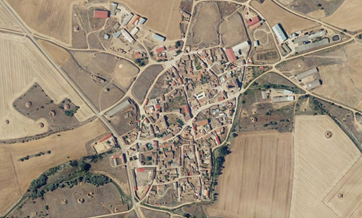
Vista aérea de la localidad en 2019

La población máxima estacional de la localidad alcanzó las 231 personas en 2019. Esta se da principalmente en el mes de agosto y durante las festividades del pueblo.
En cuanto a las franjas de edad, tan solo el 4,3% de la población es menor de 18 años (4 habitantes, 2 hombres y 2 mujeres), el 52,2% se encuentra entre los 18 y 65 años (48 habitantes, 29 hombres y 19 mujeres) y el 43,5% supera los 65 años de edad (40 habitantes, 21 hombres y 19 mujeres).

## Patrimonio

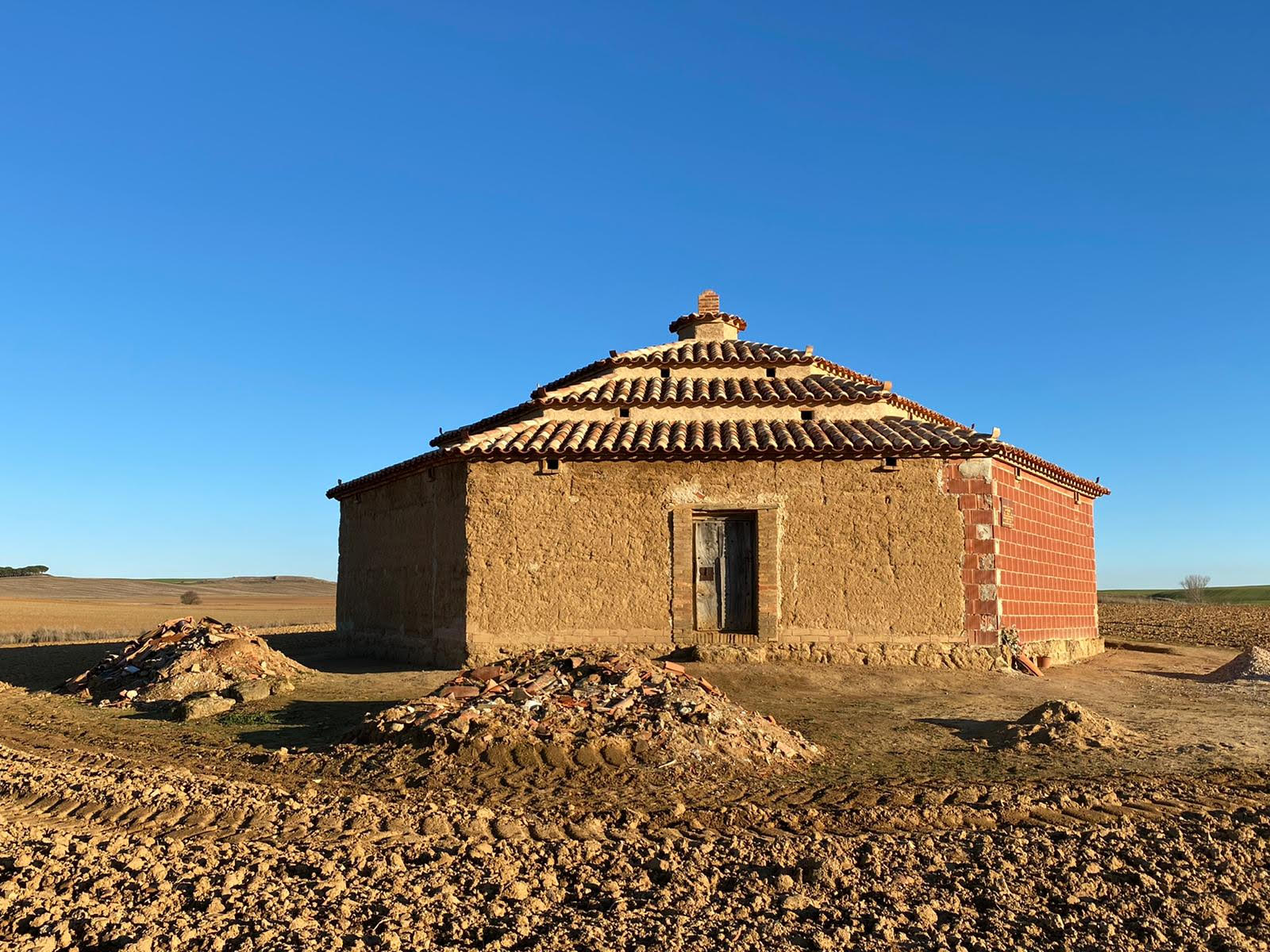
Uno de los muchos palomares del municipio

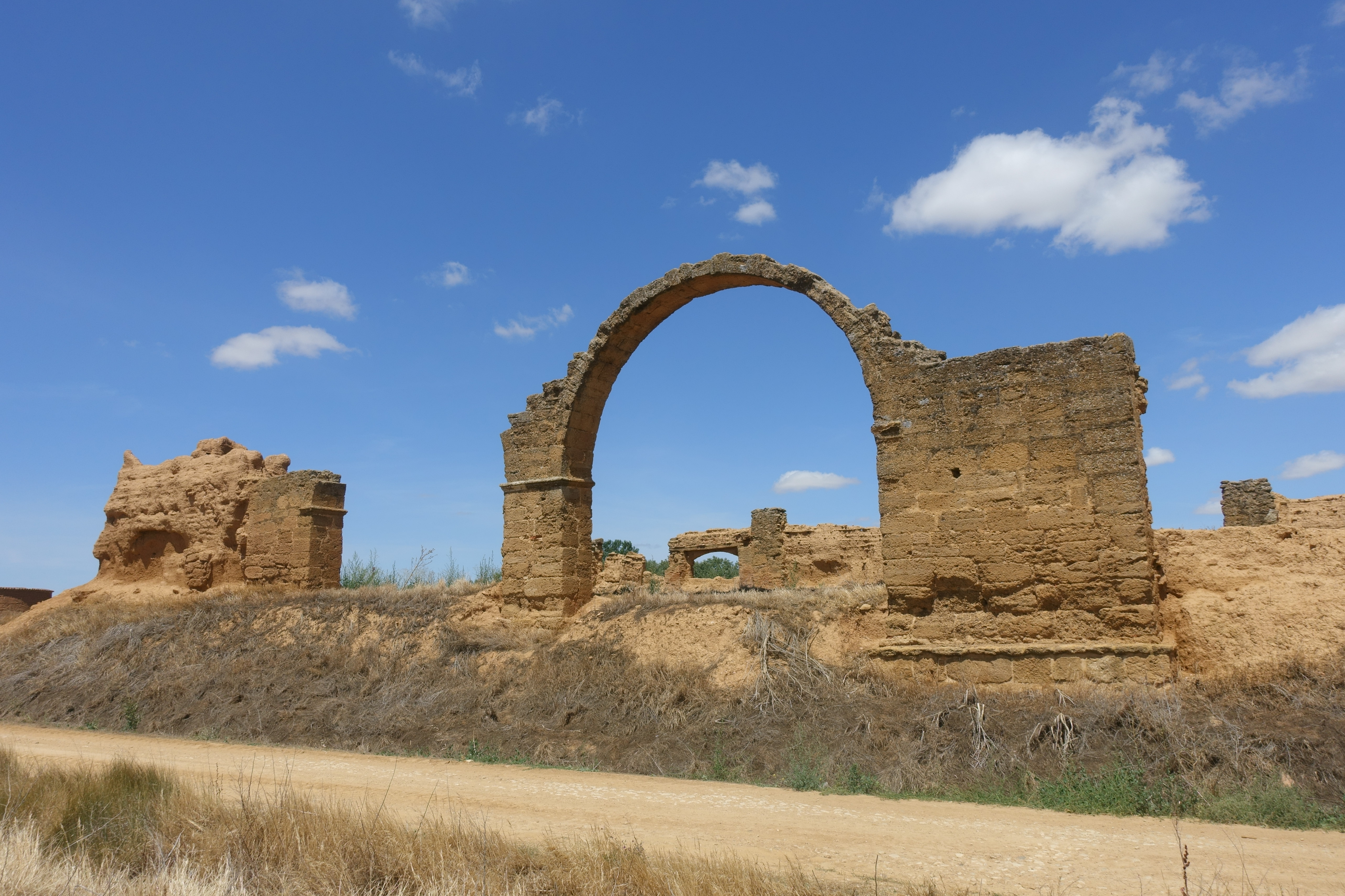
Restos de la antigua iglesia de San Miguel

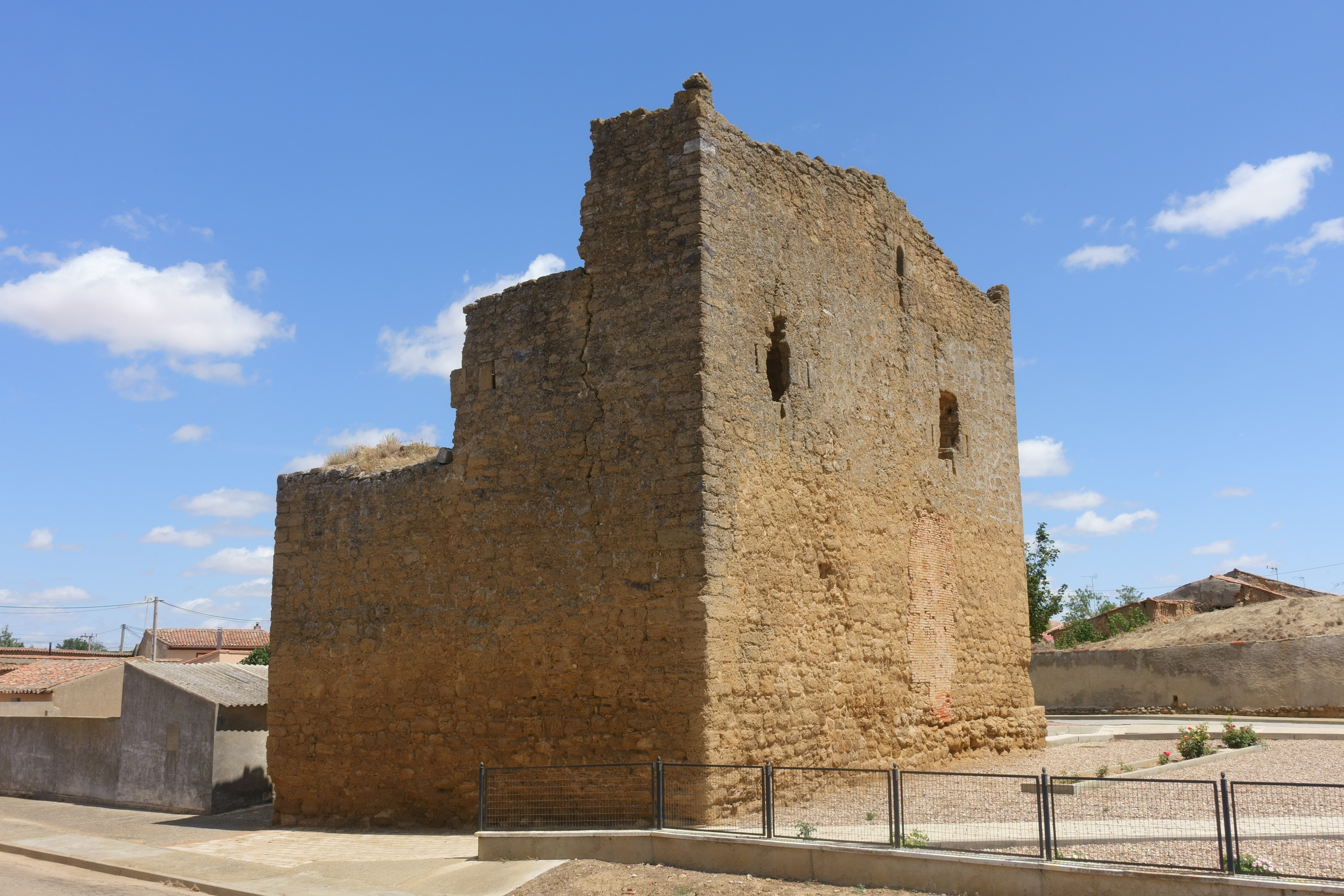
Castillo

### Antigua iglesia de San Miguel
Junto a la carretera se conserva en pie un arco que perteneció a la antigua iglesia de San Miguel, en ruinas desde 1755.

### Torre-fortaleza
En uno de los bordes de la carretera, dentro del conjunto urbano, se encuentra el castillo de Barcial de la Loma, conservándose parte de sus cuatro paredes, que formaban una torre en forma de cubo. Hay referencias a la existencia de esta fortaleza ya desde 1510.

### Iglesia de San Pelayo
Al fondo del pueblo se levanta la torre de la iglesia parroquial de San Pelayo, de piedra y ladrillo sobre seis cuerpos. El edificio data de la primera mitad del siglo XVI, en estilo mudéjar de tres naves cubiertas por armadura de par y nudillo en la central y de cañón con lunetos y arista las laterales. Tiene cuatro capillas interiores en la que sobresale una estupenda cúpula y otra con un bello artesonado de madera policromado.
Cabe destacar el presbiterio, con un artesonado de lacería estrellada. Tiene varias cubiertas más de madera, las cuales se atribuyen al carpintero Hernán Sánchez de Aguilar de Campos. Lo que más destaca de su alzado es su torre de tipo pórtico.

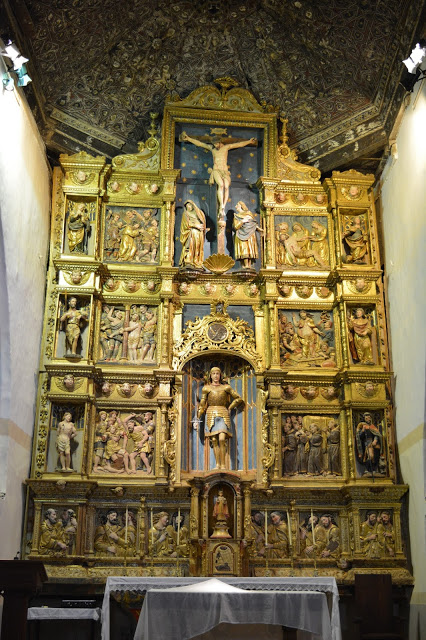
Retablo mayor de la Iglesia de San Pelayo

El retablo data de 1525 y parece ser que su autor está próximo a Juan de Valmaseda.
Hornacina central muy reformada durante el siglo XVIII, momento en el que se hace la custodia y la mesa del altar. Banco; seis relieves de los apóstoles. 1.º Cuerpo; San Sebastián, San Roque y San Pelayo flaqueado por dos relieves, que aluden a su vida. 2.º Cuerpo; Dos esculturas de los Santos Juanes, y dos relieves, uno de la Flagelación y otro sobre la Resurrección. 3.º Cuerpo; El Calvario en el centro, con María Magdalena y Santa Margarita a los lados. Y dos relieves, uno con el Camino del Calvario, y otro con la representación de la Piedad. Destacar un Crucifijo posterior de gran calidad y atribuido a un escultor romanista.

### Antigua estación de tren

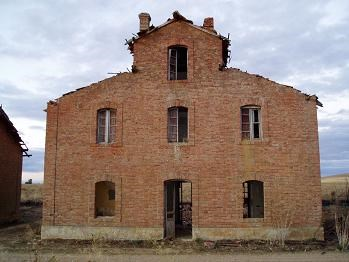
Antigua estación de tren

Siguiendo los caminos del norte del pueblo se llega a las ruinas de la antigua estación ferroviaria del pueblo por la que pasaba el Tren Burra, que unía la localidad de Palanquinos (León) con Valladolid. La estación fue abandonada hace ya 52 años, tiempo en el que se realizó el último viaje en el Tren Burra. Anexo a la estación existía un taller de maquinaria agrícola.

### Palomares
Algo que destaca de esta localidad es la gran cantidad de palomares que esta alberga, mucho de ellos aún conservados. Un palomar es una construcción popular para la crianza de pichones y palomas.

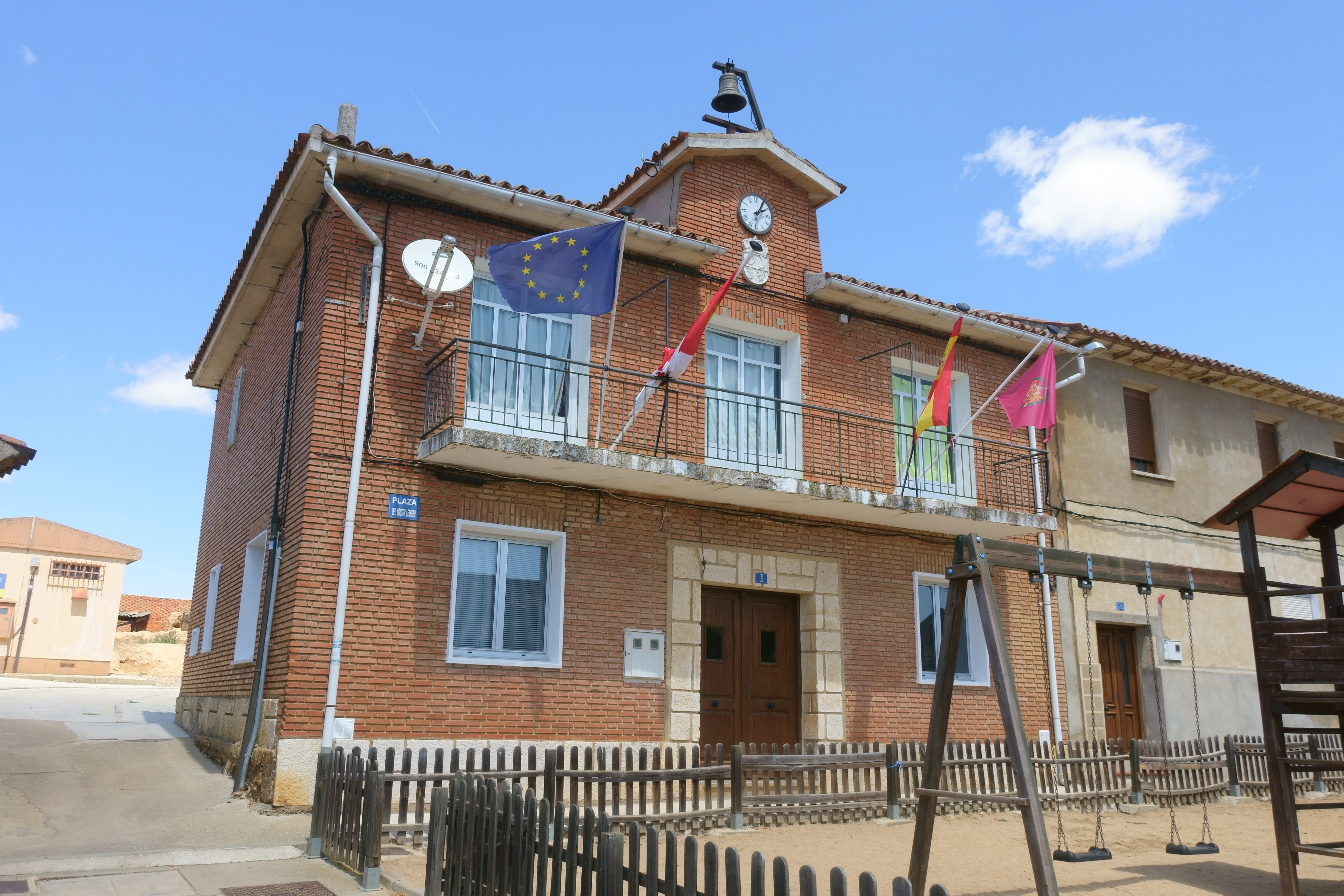
Casa consistorial

## Cultura

### Fiestas
El 5 de mayo, es venerada una espina de la Corona que Cristo portó en su Calvario y que fue encontrada por un animal en el pueblo, y así lo festejan con misa y procesión.
También celebran el día 25 de abril, San Marcos, con juego infantiles, verbenas, carreras de cintas y campeonatos de petanca.
La última semana de agosto se desarrolla la Semana Cultural con exposiciones, teatro, danzas y verbenas.